# Jacques Scornaux
Jacques Scornaux (1946) è un giornalista belga.
Le sue pubblicazioni riguardano principalmente il campo dell'ufologia.

## Biografia
Laureato in chimica, Scornaux si è interessato di ufologia a partire dal 1962. Nel 1971 è entrato a far parte della SOBEPS (Sociéte Belge d'etude des Phénomenes Spatiaux)  e nel biennio 1973-1974 è stato segretario generale dell'associazione.
Ha pubblicato numerosi articoli sulle riviste ufologiche Lumières dans la nuit e Inforespace. Nel 1976 ha pubblicato un libro insieme a Christiane Piens, intitolato A la recherche des OVNI.

## Posizioni ufologiche
Scornaux è un fautore dell'ipotesi psicosociale sugli UFO. Ha avuto un ruolo importante nella diffusione di questa ipotesi perché attraverso una serie di articoli ha illustrato le tesi di Michel Monnerie presentandole in una maniera più rigorosa e con l'uso di una terminologia più scientifica di quella originariamente usata dall'autore francese.

## Pubblicazioni principali

### Articoli
- La méthode scientifique et le phénomène OVNI, Inforespace, n. 15, 1974
- Et si Michel Monnerie n'avait pas tout à fait tort?-Partie I, Lumières dans la nuit, n. 177, 1978
- Et si Michel Monnerie n'avait pas tout à fait tort?-Partie II, Lumières dans la nuit, n. 178, 1978
- Du monnerisme et de son bon usage, Info-OVNI, n. 7-8, 1981

### Libri
- Jacques Scornaux-Christine Piens, A la recherche des OVNI, Marabout, 1976